# Viana do Castelo (distrikt)

Distriktet Viana do Castelo i Portugal

Viana do Castelo (Distrito de Viana do Castelo) är ett portugisiskt distrikt som hör till den traditionella provinsen Minho. Viana do Castelo gränsar i norr och öster till Spanien, i söder till Braga och i väster till Atlanten.
Ytan är 2 255 km² (vilket betyder det minsta portugisiska distriktet). Befolkningen (2006) uppgår till 252 011. Distriktets huvudort är Viana do Castelo.
I den nya indelningen av landet ingår distriktet i den statistiska regionen (NUTS 2) Norra Portugal, och sammanfaller i stort sett med den statistiska underregionen (NUTS 3) Alto Minho.

## Kommuner
Distriktet Viana do Castelo delas in i följande tio kommuner (municipios):

- Arcos de Valdevez
- Caminha
- Melgaço
- Monção
- Paredes de Coura
- Ponte da Barca
- Ponte de Lima
- Valença
- Viana do Castelo
- Vila Nova de Cerveira